# کمیساریای خلق در امور امنیت کشور
کمیساریای خلق در امور امنیت کشور (روسی: Народный комиссариат государственной безопасности) یا ان‌کاگ‌ب NKGB، نام پلیس مخفی، اطلاعات و نیروی ضد جاسوسی شوروی بود که از ۳ فوریه ۱۹۴۱ تا ۲۰ ژوئیه ۱۹۴۱ و دوباره در سال ۱۹۴۳ قبل از تغییر نام به وزارت امنیت دولتی (MGB) وجود داشت.